# NGC 5515
NGC 5515 est une vaste galaxie spirale située dans la constellation du Bouvier. Sa vitesse par rapport au fond diffus cosmologique est de 7 916 ± 12 km/s, ce qui correspond à une distance de Hubble de 116,8 ± 8,2 Mpc (∼381 millions d'al). NGC 5515 a été découverte par l'astronome germano-britannique William Herschel en 1787.
La classe de luminosité de NGC 5515 est I-II. C'est aussi une galaxie active de type Seyfert 1.9.
Selon Abraham Mahtessian, NGC 5515 et NGC 5541 forment une paire de galaxies.